# Graphe de Kummer
Le graphe de Kummer est, en théorie des graphes, un graphe 6-régulier possédant 32 sommets et 96 arêtes.

## Propriétés

### Propriétés générales
Le diamètre du graphe de Kummer, l'excentricité maximale de ses sommets, est 3, son rayon, l'excentricité minimale de ses sommets, est 3 et sa maille, la longueur de son plus court cycle, est 4. Il s'agit d'un graphe 6-sommet-connexe et d'un graphe 6-arête-connexe, c'est-à-dire qu'il est connexe et que pour le rendre déconnecté il faut le priver au minimum de 6 sommets ou de 6 arêtes.

### Coloration
Le nombre chromatique du graphe de Kummer est 2. C'est-à-dire qu'il est possible de le colorer avec 2 couleurs de telle façon que deux sommets reliés par une arête soient toujours de couleurs différentes. Ce nombre est minimal.
L'indice chromatique du graphe de Kummer est 6. Il existe donc une 6-coloration des arêtes du graphe telle que deux arêtes incidentes à un même sommet soient toujours de couleurs différentes. Ce nombre est minimal.

### Propriétés algébriques
Le groupe d'automorphismes du graphe de Kummer est d'ordre 23 040.
Le polynôme caractéristique  de la matrice d'adjacence  du graphe de Kummer est : {\displaystyle (x-6)(x-2)^{15}(x+2)^{15}(x+6)}.  Le graphe de Kummer est donc un graphe intégral, un graphe dont le spectre est constitué d'entiers.